# Porta Praetoriana
Porta Pretoriana è una porta delle Mura Aureliane. Le notizie che la riguardano sono scarsissime, tanto che venne murata in epoca imprecisata. Si pensa che sia la prima porta ad essere murata, così appare lungo un muro dei Castra Praetoria. Era la porta orientale dei Castra Praetoria, la grande caserma della guardia pretoriana che l'imperatore Tiberio costruì tra il 20 e il 23 per riunire in un'unica sede le 9 coorti istituite da Augusto come guardia imperiale. Non è mai comparsa tra le porte di Roma, tanto che si pensa sia stata chiusa da Costantino quando sciolse i pretoriani e quando, tra il 270 e il 273 Aureliano incluse nella cinta muraria l'accampamento dei pretoriani. 
La sagoma è ormai scomparsa, anche se si può indovinare l'ubicazione; comunque pare che fosse ad arco mentre le finestre, visibili tuttora, erano almeno tre, poste alla sommità della porta. È visibile lungo il Viale del Policlinico, tra il Policlinico Umberto I e Porta Pia.